# Escadrille Spa.87
Escadrille Spa.87 (também conhecido como Escadrille N.87) foi um esquadrão de caça francês ativo durante a Primeira Guerra Mundial, de março de 1917 até ao Armistício. Eles foram creditados com 28 vitórias confirmadas sobre aeronaves inimigas.

## Membros notáveis
- Adjutor Laurent B. Ruamps
- Adjutor Lucien Gasser[1]

## Aeronaves
- Inventário em março de 1918:
  - Quatro Nieuport 24
  - Três Nieuport 27
  - Dois SPAD S.7[1]
- 4 de maio de 1918:
  - SPAD S.7[2]
  - SPAD S.13[3]